# Fischbach Ordnance Depot
Das Fischbach Ordnance Depot ist ein ehemaliges Militärlager im Ortsteil Petersbächel von Fischbach bei Dahn (Rheinland-Pfalz), das in Teilen als Denkmalzone eingestuft ist.

## Geschichte
In der Zeit des Kalten Krieges errichtete die US Army überwiegend auf Fischbacher Gemarkung das Fischbach Ordnance Depot, auch Fischbach Special Weapons Depot oder Fischbach Army Depot (FAD) genannt. Dieses war Teil der Pirmasens Military Community und unterstand der 59th Ordnance Brigade.
Auf 680 ha Fläche (davon 570 ha auf Fischbacher Gemarkung und 110 ha auf der Gemarkung von Ludwigswinkel) wurden in 201 Gebäuden Lebensmittel, Ausrüstung, Waffen und Munition für die Versorgung der US Army im Krisen- und Kriegsfall gelagert und gewartet. Das dazugehörige Gelände wurde am 1. April 1955 von den USA beschlagnahmt. Teil dieses Depots war die speziell gesicherte Area One, wo zwischen 1980 und 1991 nukleare Artilleriegranaten und nukleare Pershing- und LANCE-Sprengköpfe eingelagert waren. Auch Chemiewaffen (Sarin und VX) wurden in diesem Depot vermutet und führten im Zeitraum zwischen 1983 und 1990 zu zahlreichen Demonstrationen und Sitzblockaden vor dem Lagergelände, zum Teil mit Beteiligung prominenter Politiker. Tatsächlich befand sich das Giftgas jedoch nicht in Fischbach, sondern im 35 km nördlich gelegenen Clausen.
Zu Beginn der 1990er Jahre wurde das Depot geräumt und ging am 1. Juli 1993 in deutsche Verwaltung über. Die militärische Schutzzone wurde am 19. Dezember 1994 aufgehoben. Während der größte Teil des Lagers demontiert wurde, blieben Teile des Verwaltungsbereichs (heute Gewerbepark Fischbach) und der Hochsicherheitsbereich Area One erhalten. Der vollständige Abriss der Area One wurde durch die 2009 gegründete Interessengemeinschaft Area One verhindert.